# Peucedanum thracicum
Peucedanum thracicum är en flockblommig växtart som beskrevs av Josef Velenovský. Peucedanum thracicum ingår i släktet siljor, och familjen flockblommiga växter. Inga underarter finns listade i Catalogue of Life.